# Piestróweczka czerwonawa
Piestróweczka czerwonawa (Hydnangium carneum Wallr.) – gatunek grzybów z rodziny piestróweczkowatych (Hydnagiaceae). Jedyny znany przedstawiciel rodzaju Hydnangium w Polsce (drugi gatunek, któremu Władysław Wojewoda nadał nazwę piestróweczka biaława według Index Fungorum należy do rodzaju Octaviania).

## Systematyka i nazewnictwo
Pozycja w klasyfikacji według Index Fungorum: Hydnangium, Hydnangiaceae, Agaricales, Agaricomycetidae, Agaricomycetes, Agaricomycotina, Basidiomycota, Fungi.
Synonimy:
- Hydnangium carneum Wallr. 1839 var. carneum
- Hydnangium carneum var. purpureum Petch 1919
- Octaviania carnea (Wallr.) Corda 1854[4].

Nazwę zwyczajową zaproponował Władysław Wojewoda w 2003 r.

## Morfologia
Owocnik
Owocnik jajowaty lub nieregularny, o średnicy 5–30 mm, zazwyczaj u podstawy z niewielkim trzonem (o długości 3–4 mm). Perydium u młodych owocników o barwie od białawej do różowej, z wiekiem staje się ciemniejsze, brązowawe i pęka odsłaniając komory. Gleba podzielona na nieregularne komory, różowo-brązowa. Smak łagodny, niecharakterystyczny.
Często opisywany bywa jako owocnik bez trzonu, gdyż podczas wydobywania z ziemi delikatny trzon ulega oderwaniu.
Cechy mikroskopowe
Zarodniki kuliste lub niemal kuliste, gęstokolczaste, w KOH przezroczyste i bezbarwne (hialinowe), o średnicy do 15 μm.

## Występowanie i siedlisko
Znane jest występowanie piestróweczki czerwonawej w Ameryce Północnej i Środkowej, Europie, Azji i Australii. W piśmiennictwie naukowym na terenie Polski do 2003 r. podano tylko 2 stanowiska (w Elblągu w 1926 r. i w ogrodzie botanicznym we Wrocławiu w 1989 r.).
Zaliczana jest do grzybów podziemnych, jej owocniki rosną tuż pod powierzchnią ziemi, ale często są w niej tylko częściowo zagłębione.

## Znaczenie
Grzyb mykoryzowy. Nieznana jest jego przydatność do spożycia.